# Cultura Eutresis
A cultura Eutresis foi a primeira cultura heládica a desenvolver-se no continente. Compreendeu o período de 3100 – 2650 a.C. e produziu sítios na Beócia (Eutresis, Lithares), na Ática (Palaia Kokkinia), na Coríntia (Perachora-Vouliagmeni e Nemeia-Tsoungiza) e na Argólida (Talioti).
A cerâmica característica desta cultura foi amplamente difundida desde o Peloponeso até a Tessália. É possível que as variantes regionais da cultura sejam distintas e, possivelmente, bastante numerosas.
Objetos de pedra, osso e argila (carretéis, fusos espirais e pesos de tear) são medíocres. Metal é extremamente raro. Na cerâmica há preferência pelo vermelho, com ou sem polimento. A cerâmica de utensílios da cozinha era composta por tigelas, frascos e taças de boca larga ou potes.